# Kateryna Karpiuk
Kateryna Karpiuk (2 de junio de 1994) es una deportista de Ucrania que compite en atletismo. Ganó una medalla de oro en la Universiada de 2019, en la prueba de 4 × 400 m, y una medalla de bronce en el Campeonato Europeo de Atletismo Sub-23 de 2017, en la misma prueba.